# Dobrinowo (obwód Burgas)
Dobrinowo (bułg. Добриново) – wieś w Bułgarii, w obwodzie Burgas, w gminie Karnobat. W 2023 roku liczyła 83 mieszkańców.